# Аксёнов, Василий Васильевич
Василий Васильевич Аксёнов (10 апреля 1933 — 2001) — советский хоккеист, нападающий. Мастер спорта СССР (1955).

## Биография
Воспитанник стадиона Юных пионеров.
Начинал играть в сезоне 1951/52 за вторую команду «Крыльев Советов». Два сезона отыграл за «Крылья Советов» / «Зенит».
Выступал за команды «Динамо» Москва (1954/55 — 1956/57), «Химик» Воскресенск (1957/58 — 1958/59), «Молот» Пермь (1958/59 — 1960/61), «Даугава» Рига (1961/62), «Труд» Подольск (1962/63).
Бронзовый призёр чемпионата СССР (4): 1954—1957. Финалист Кубка СССР (1955).